# A Voz do Trabalhador

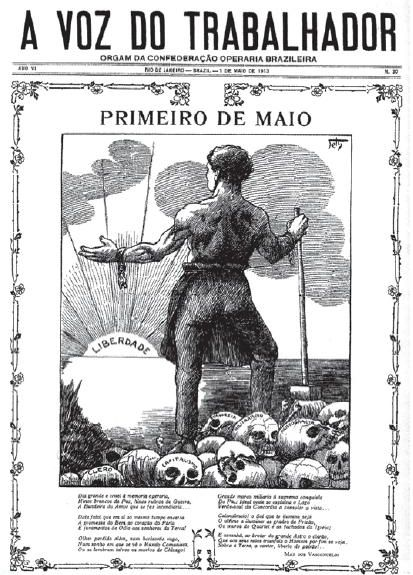
A Voz do Trabalhador

A Voz do Trabalhador foi um periódico anarquista publicado no Brasil cuja temática principal era a relação entre anarquismo e sindicalismo. Além dessa questão, outras como a repressão policial, carestia de vida, a solidariedade entre trabalhadores e até mesmo teatro e literatura libertária foram discutidas em suas páginas.
Esse jornal foi fundado na cidade do Rio de Janeiro, em 1908, como parte das atividades promovidas pela Confederação Operária Brasileira. Neno Vasco foi um dos membros de seu coletivo editorial. A Redação do periódico funcionou em diferentes endereços, entre os quais Rua do Hospício, nº 156; Rua General Câmara, nº 335 e Rua das Andradas, nº 87. A primeira fase (mensal) vai de 1908 até 1909 e a segunda, quinzenal, de 1913 até 1915. Na edição inaugural, em um texto não assinado, os anseios políticos desse impresso foram bem delineados: "O que desejamos, e havemos de conseguir, custe o que custar, - é a emancipação dos trabalhadores da tirania e exploração capitalista, transformando o atual regime do assalariado e do patronato num regime que permita o desenvolvimento de organizações de produtores-consumidores, cuja célula inicial está no atual sindicato de resistência ao patronato".
Os colaboradores do jornal assinavam seus artigos, geralmente, com pseudônimos para evitar perseguições por parte do governo federal e estadual. Entre esses jornalistas, além de Neno Vasco, estavam Marcelo Verema, Jagunço, A Barão, Albino Moreira, João Penteado, Amaro de Matos, Manuel Moscoso, Eurípedes Floreal, José Martins e até mesmo Lima Barreto, o célebre cronista e romancista carioca. Lima escreveu uma crônica, intitulada "Palavras de um snob anarquista", posicionando-se contra a repressão oficial promovida pelo governo republicano contra os imigrantes acusados de anarquismo. O citado literato escreveu as seguintes linhas, na edição de A Voz do Trabalhador, datada de 15 de maio de 1913: "os anarquistas falam da humanidade para a humanidade, do gênero humano para o gênero humano, e não em nome de pequenas competências de personalidades políticas; (...) porque não usam daquelas ignorâncias nem daqueles 'esnobismos' que dão gordas sinecuras na política e sucessos sentimentais nos salões burgueses".
Embora os militantes do anarco-sindicalismo formassem uma minoria, entre trabalhadores imigrantes e brasileiros, as reivindicações políticas desse grupo foram de suma importância para a história de algumas conquistas trabalhistas básicas. A luta pela jornada diária de oito horas de trabalho, em 1907, por exemplo, iniciada no Rio, acabou adquirindo uma dimensão nacional. Vale salientar também que a repressão política e policial desencadeada contra os partidários do anarquismo no Brasil, do começo do século XX, foi bastante intransigente e brutal. 